# Zopherus concolor
Zopherus concolor là một loài bọ cánh cứng trong họ Zopheridae. Loài này được LeConte miêu tả khoa học năm 1851.

## Hình ảnh

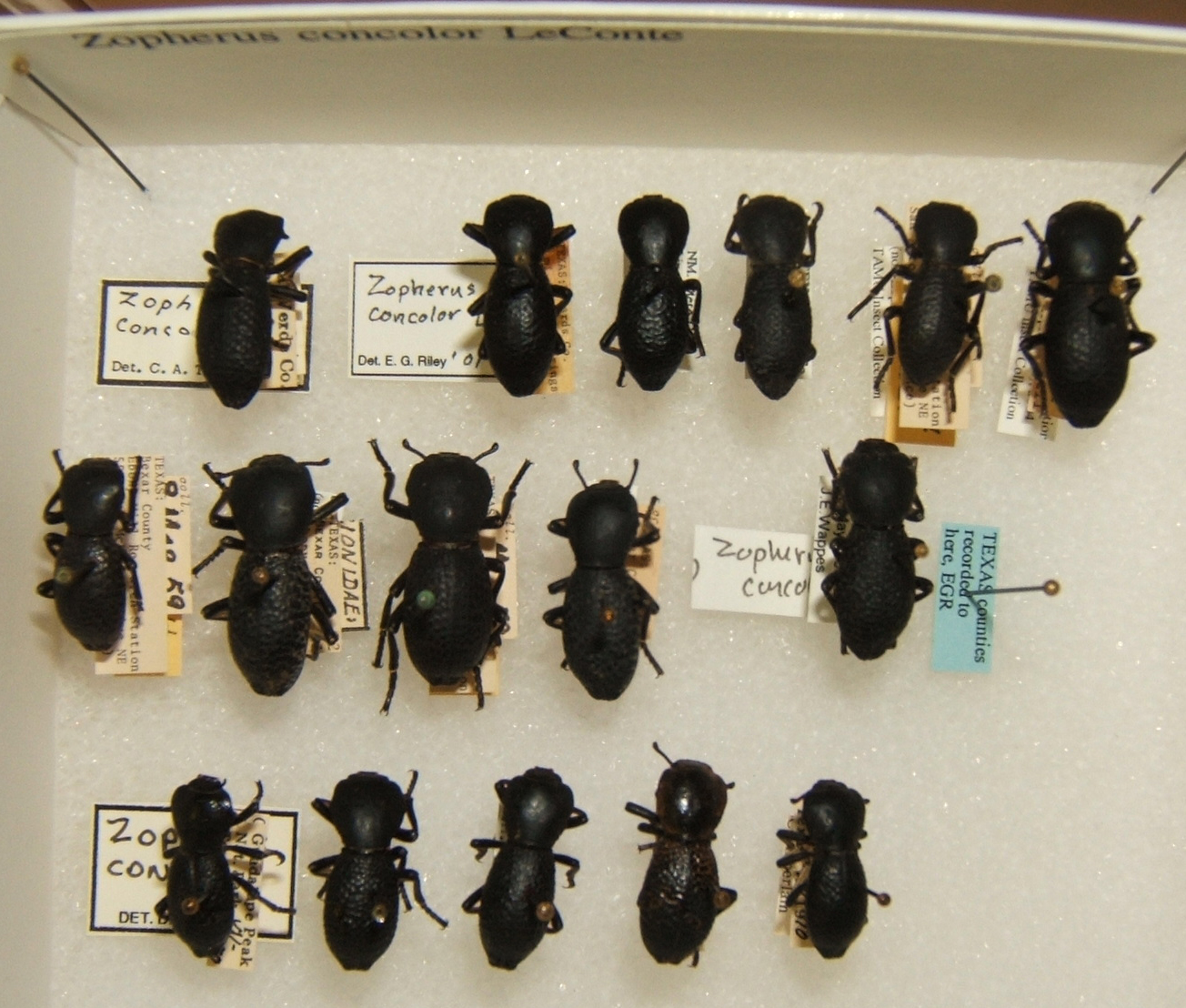